# Mártires
Mártires est une freguesia de Lisbonne.